# Гражданский форум (Чехословакия)
Гражданский форум (чеш. Občanské fórum) — общественно-политическая организация, возникшая в Чехии в 1989 году. Организация изначально задумывалась как оппозиционная по отношению к руководству Чехословакии и правящей КПЧ. Гражданский форум сыграл весомую роль в Бархатной революции. В Словакии аналогом Гражданского форума была организация «Общественность против насилия» (словац. Verejnosť proti násiliu).

## 1989 год
- Вечером 19 ноября 1989 года в Драматическом театре представители чехословацких оппозиционных организаций (в частности, «Хартия 77») объединились в Гражданский форум для борьбы с «режимом нормализации». Было принято «Обращение» с достаточно умеренной (в них отсутствовали призывы к ликвидации руководящей роли КПЧ) программой.
- 23 декабря 1989 года в Праге прошёл съезд Гражданского форума. Съезд поддержал предложение Вацлава Гавела о том, что Гражданский форум останется политическим движением с широкой социальной базой и не будет преобразовываться в партию или коалицию партий.
- 29 декабря 1989 года глава Гражданского форума Вацлав Гавел был избран президентом Чехословакии. Председателем партии вместо Гавела стал Ян Урбан.

## 1990 год
Летом Ян Урбан уходит с поста председателя партии, а 16 октября председателем партии был избран Вацлав Клаус.

## 1991 год
В январе 1991 года Вацлав Клаус создал Гражданскую демократическую партию, в результате чего Гражданский форум распался. Гражданская демократическая партия имела чёткую ориентацию на ценности западной модели демократии и рыночной экономики, а также являлась партией в полном смысле этого слова.